# Vlag van Bolívar (Colombia)

Vlag van Bolívar

De vlag van Bolívar is een horizontale driekleur in de kleuren geel (boven), groen en rood. Het is onbekend waarom men in Bolívar voor deze kleuren heeft gekozen, en ook de reden om de kleuren in deze volgorde te plaatsen is onduidelijk, maar de gezochte symboliek achter de drie kleuren is wel bekend.
Het geel wordt geassocieerd met weelde en de natuurlijke rijkdommen van het departement. De groene kleur symboliseert de hoop op en het geloof in een goede toekomst en het vertrouwen dat zo'n toekomst door hard werken bereikt kan worden. Het rood staat voor vuur, kracht, eer, overwinning en de god Mars.
De vlag is in gebruik sinds 5 augustus 1886.